# Парубайко Онупрій
Онупрій (Онухрій) Парубайко (роки життя невідомі) — українській кобзар XVIII століття відомий з кобзарсько-лірницьких переказів.

## Біографія
Народився в місті Переяслав в сім'ї удовиці. В молодості був зрячим, вів звичайне життя: у віці 25 років одружився, мав дітей. Під час відвідування Лаври заблукав у печерах і побачив, як монахи роблять бутафорні мощи та вбивають дівчину, такого ж випадкового свідка. Був змушений тікати, дорогою застудився та втратив зір. З часом почав кобзарювати.
Під 1775 згадується як один з дванадцяти панотців учасників наради кобзарів в Переяславі, скликаної після знищення Запорозької Січі.
Повість (битовщина, бувальшина) про те, як Парубайко відвідував Лавру і побачив бутафорськи мощі, ввійшла до устиянських книг. За свідченням Петра Древченка серед кобзарів також зберігався звичай поминати Парубайка перед вербною неділею, у вівторок.